# 帕薩迪納 (德克薩斯州)
帕薩迪納 （Pasadena, Texas）是美國德克薩斯州東南部的一個城市，屬哈里斯縣。面積115.3平方公里，2006年人口為144,793人，是全美第160大城市，排名剛好比加利福尼亞州同名的城市高一級。
本市的志願消防隊是全美最大的。